# لينكس كروسبو تراينينغ
لينكس كروسبو تراينينج (بالإنجليزية: Link's Crossbow Training)‏ (باليابانية: リンクのボウガントレーニング) ، هي لعبة فيديو إلكترونية من نوع إطلاق النيران والأقواس ، أنتجها ونشرها شركة نينتندو اليابانية سنة 2007م ، وتعمل حصراً لنظام نينتندو وي.

## وصلة خارجية
- لينكس كروسبو تراينينغ على موقع IMDb (الإنجليزية)

- Link's Crossbow Training at Nintendo.com